# Collegio uninominale Puglia - 01 (Senato della Repubblica 2020)
Il collegio elettorale uninominale Puglia - 01 è un collegio elettorale uninominale della Repubblica Italiana per l'elezione del Senato della Repubblica.

## Territorio
Come previsto dalla legge n. 51 del 27 maggio 2019, il collegio è stato definito tramite decreto legislativo all'interno della circoscrizione Puglia.
È formato dal territorio dell'intera provincia di Foggia (61 comuni) e di 2 comuni della provincia di Barletta-Andria-Trani: San Ferdinando di Puglia e Trinitapoli.
Il collegio è parte del collegio plurinominale Puglia - 01.

## Eletti
| Elezione | Elezione | Senatore             | Partito           |
| -------- | -------- | -------------------- | ----------------- |
|          | 2022     | Anna Maria Fallucchi | Fratelli d'Italia |

## Dati elettorali

### XIX legislatura
Come previsto dalla legge elettorale, 74 senatori sono eletti con sistema a maggioranza relativa in altrettanti collegi uninominali a turno unico.
| Candidati                                 | Candidati                      | Voti    | %     | Liste                                 | Voti    | %     |
| ----------------------------------------- | ------------------------------ | ------- | ----- | ------------------------------------- | ------- | ----- |
|                                           | Anna Maria Fallucchi ✔️ Eletto | 95 713  | 37,89 | Fratelli d'Italia                     | 53 193  | 21,06 |
| Forza Italia                              | Anna Maria Fallucchi ✔️ Eletto | 95 713  | 37,89 | 26 969                                | 10,68   |       |
| Lega                                      | Anna Maria Fallucchi ✔️ Eletto | 95 713  | 37,89 | 14 000                                | 5,54    |       |
| Noi moderati/Lupi - Toti - Brugnaro - UDC | Anna Maria Fallucchi ✔️ Eletto | 95 713  | 37,89 | 1 551                                 | 0,61    |       |
|                                           | Gisella Naturale               | 94 296  | 37,32 | Movimento 5 Stelle                    | 94 296  | 37,32 |
|                                           | Teresa Cicolella               | 44 028  | 17,43 | Partito Democratico-IDP               | 35 766  | 14,16 |
| Alleanza Verdi e Sinistra                 | Teresa Cicolella               | 44 028  | 17,43 | 4 026                                 | 1,59    |       |
| +Europa                                   | Teresa Cicolella               | 44 028  | 17,43 | 2 898                                 | 1,15    |       |
| Impegno Civico - Centro Democratico       | Teresa Cicolella               | 44 028  | 17,43 | 1 338                                 | 0,53    |       |
|                                           | Lorenzo Frattarolo             | 9 347   | 3,70  | Azione - Italia Viva - Calenda        | 9 347   | 3,70  |
|                                           | Valentina Bratti               | 3 235   | 1,28  | Italexit                              | 3 235   | 1,28  |
|                                           | Cosimo Massaro                 | 2 041   | 0,81  | Italia Sovrana e Popolare             | 2 041   | 0,81  |
|                                           | Elena Incoronata Pallara       | 1 759   | 0,70  | Unione Popolare                       | 1 759   | 0,70  |
|                                           | Vincenzo Sinisi                | 858     | 0,34  | Partito Comunista Italiano            | 858     | 0,34  |
|                                           | Paola Angela Patera            | 648     | 0,26  | Vita                                  | 648     | 0,26  |
|                                           | Anna Fortunato                 | 550     | 0,22  | Alternativa per l'Italia (PdF - Exit) | 550     | 0,22  |
|                                           | Comingio Rossi                 | 161     | 0,06  | Sud chiama Nord                       | 161     | 0,06  |
| Totale                                    | Totale                         | 252 636 | 100   |                                       | 252 636 | 100   |
|                                           |                                |         |       |                                       |         |       |
| Voti non validi                           | Voti non validi                | 10 750  | 4,08  |                                       |         |       |
| Votanti                                   | Votanti                        | 263 386 | 52,66 |                                       |         |       |
| Elettori                                  | Elettori                       | 500 120 |       |                                       |         |       |